# Alba Dorata
Alba Dorata, il cui nome completo era Associazione Popolare - Alba Dorata (Λαϊκός Σύνδεσμος – Χρυσή Αυγή, Laïkós Sýndesmos – Chrysí̱ Av̱gí̱), è stato un partito greco e un'organizzazione criminale di estrema destra, di orientamento ultranazionalista, metaxista e fortemente euroscettico. Il suo leader era Nikólaos Michaloliákos.
Descritta dai maggiori quotidiani internazionali nonché da numerose riviste scientifiche come una formazione neofascista e neonazista, alcuni suoi membri esprimevano ammirazione per il dittatore greco Ioannis Metaxas. Durante le manifestazioni di Alba Dorata venivano utilizzati simboli riconducibili al nazionalsocialismo e al fascismo (come il saluto nazista e Horst-Wessel-Lied, l'inno ufficiale del NSDAP); in passato, membri del partito hanno espresso ammirazione per Adolf Hitler e altre personalità legate al nazismo. Il partito, però, rifiutava queste etichette, dichiarandosi semplicemente «nazionalista».
Il 7 ottobre 2020 il partito è stato riconosciuto dalla corte d'appello di Atene come organizzazione a delinquere, responsabile di omicidio, di tentato omicidio e di vari attacchi contro migranti ed esponenti della sinistra greca, ed è stato sciolto. Il 14 ottobre successivo Nikólaos Michaloliákos è stato condannato a 13 anni di carcere da un tribunale di Atene in relazione all'uccisione del rapper Pavlos Fyssas, avvenuta nel 2013.

## Storia

### Le origini

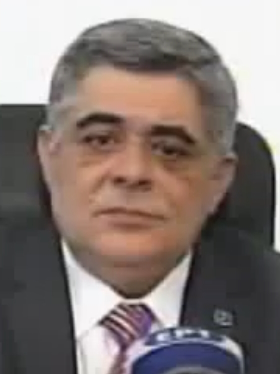
Nikolaos Michaloliakos, fondatore e unico presidente di Alba Dorata dalla fondazione alla dissoluzione del partito

Nel 1980 Nikólaos Michaloliákos fonda la rivista Chrysi Avgi. Egli, un matematico che era stato allontanato dall'esercito greco, era stato attivo in ambienti di estrema destra per molti anni venendo arrestato più volte per reati di matrice politica come percosse o detenzione illegale di materiale esplosivo, reati che gli causarono l'allontanamento dalle forze armate.
Mentre era in carcere Michaloliákos incontrò i leader della Giunta militare Greca e, in seguito, pose le basi per la costituzione di Alba Dorata. Secondo il quotidiano Eleftherotypia la rivista dell'organizzazione e l'organizzazione stessa avevano un carattere chiaramente nazista.
La rivista Chrysi Avgi cessò le pubblicazioni nel mese di aprile del 1984, quando Michaloliakos aderì all'Unione Politica Nazionale e assunse la guida della sua sezione giovanile. Nel gennaio del 1985, decise di uscire dall'Unione politica nazionale e fondò la "Lega Popolare – Alba Dorata" (che venne ufficialmente registrata come partito politico nel 1993).

### Gli anni novanta
Alba Dorata rimase ai margini della vita politica sino all'inizio degli anni 1990. Il 10 ottobre 1992, come riporta il giornale Eleutherotypia, circa 30 militanti del partito attaccarono studenti che protestavano contro l'utilizzo del termine «Macedonia» per indicare la nuova Repubblica di Macedonia, sorta dalle ceneri della repubblica Socialista di Macedonia.
Dopo questi eventi Alba Dorata aveva guadagnato un organico stabile di oltre 200 membri, ai cui vertici figurava Giannis Giannopoulos, un ex-militare che aveva avuto rapporti con l'Afrikaner Weerstandsbeweging. Alle elezioni europee del 1994 il partito ottenne 7.264 voti a livello nazionale, cioè 0,11%.
Alcuni membri di Alba Dorata hanno partecipato alla guerra in Bosnia ed Erzegovina nella Guardia Volontaria Greca (GVG), facente parte del Esercito della Repubblica Serba. Membri della GVG erano presenti a Srebrenica durante il massacro di musulmani bosniaci nella città; essi sventolarono una bandiera greca in una chiesa in rovina dopo la caduta della città. Spiros Tzanopoulos, un sergente della GVG che prese parte all'attacco contro Srebenica, affermò che molti volontari greci parteciparono al conflitto proprio perché membri di Alba Dorata. I membri di Alba Dorata, all'interno della GVG, vennero decorati con medaglie da Radovan Karadžić; secondo Charis Kousoumvris, un ex-membro del partito, coloro che sono stati decorati non fanno parte di Alba Dorata.
Nell'aprile del 1996 Giannis Giannopoulos rappresentò il partito ad un congresso europeo di partiti nazionalisti di estrema destra a Mosca; in quest'occasione egli presentò un busto di Alessandro Magno a Vladimir Žirinovskij, leader del partito Liberal-Democratico di Russia, in occasione del suo compleanno.
Alba Dorata si presentò alle elezioni parlamentari del 1996, ottenendo lo 0,07% dei voti. Nell'ottobre 1997 Giannopoulos ha pubblicato un articolo sulla rivista Chrysi Avgi in cui chiedeva l'istituzione di ronde nazionaliste contro gli immigrati e i liberali.
Nel 1998 un membro di primo piano del partito, Antonios Androutsopoulos, aggredì Dimitris Kousouris, uno studente e attivista di sinistra. L'attenzione dei media per l'accaduto nonché i conflitti interni nel partito (a causa degli scarsi risultati alle elezioni del 1996) portarono alcuni membri estremisti del partito a perdere importanza, poco a poco, nel determinare la linea politica di Alba Dorata. Alle elezioni europee del 1999, il partito ottiene lo 0,75% dei voti.

### Dal 2000 al 2012
Alba Dorata ha avuto contatti, in questo periodo, con il partito antisemita, nazionalista e razzista statunitense National Alliance. Il quotidiano Eleftherotypia criticò duramente Alba Dorata nel 2005, dopo che i membri del partito distribuirono volantini omofobi durante il gay pride ad Atene.
 Il 1º dicembre 2005 Nikólaos Michaloliákos affermò pubblicamente che il partito aveva cessato le proprie attività politiche a causa di scontri con gli anarchici. I membri del partito furono comunque invitati da Michaloliákos a proseguire il loro attivismo politico all'interno dell'Alleanza Patriottica, formazione strettamente legata ad Alba Dorata.
L'ex leader di Alleanza Patriottica, Dimitrios Zaphiropoulos, una volta era un membro del consiglio politico di Alba Dorata. Michaloliàkos divenne, nel contempo, un membro di spicco della nuova formazione politica. Molti accusarono Alleanza Patriottica di essere semplicemente «il nuovo nome di Alba Dorata» anche perché molte azioni del partito vennero attribuite ad Alba Dorata e viceversa, creando una notevole confusione.
Nel marzo 2007, dopo il ritiro di Alba Dorata dall'Alleanza Patriottica, si tenne il VI Congresso politico di Alba Dorata in cui ufficialmente si annunciò la ripresa delle attività politica da parte del partito. Nel 2010, alle elezioni amministrative, Alba Dorata ottenne il 5,3% dei consensi al comune di Atene ottenendo un seggio al Consiglio Comunale della città che verrà assegnato a Nikólaos Michaloliákos. Ottenendo il successo anche in alcuni quartieri con grandi comunità di immigrati dove raggiunse circa il 20%.

### Le elezioni del 2012

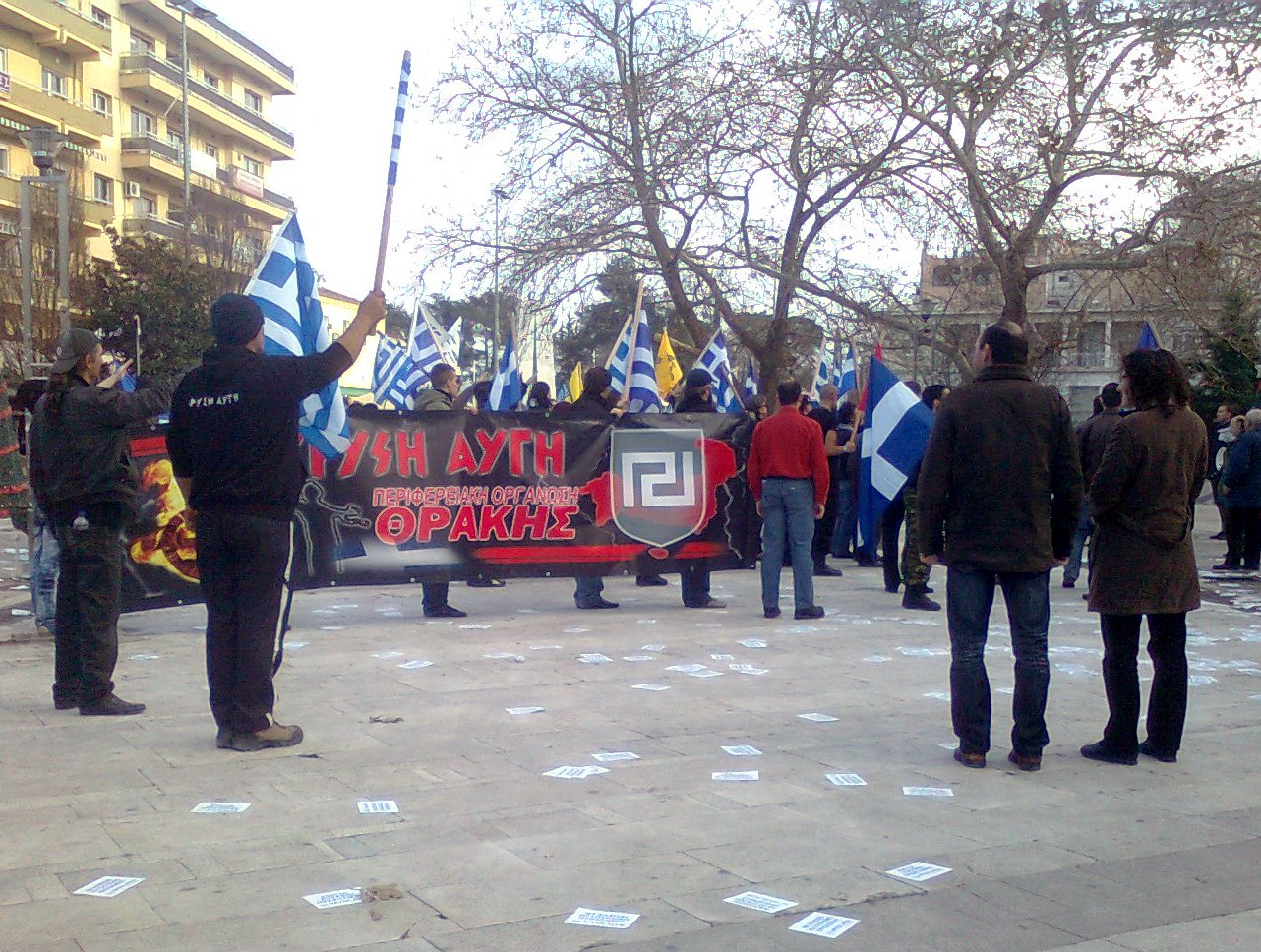
Una manifestazione di Alba Dorata a Komotini

Nelle elezioni parlamentari del maggio 2012 con lo slogan: "Così possiamo liberare questa terra dalla sporcizia" (con riferimento agli immigrati clandestini presenti in Grecia), condusse una campagna elettorale basata sulla lotta alla disoccupazione, alle politiche di austerità economica e all'immigrazione.
Il partito è entrato per la prima volta nel parlamento greco con il 6,97% delle preferenze, ottenendo 21 seggi su 300, accattivandosi anche le simpatie dei greci spaventati soprattutto dall'immigrazione clandestina.
Il 17 maggio 2012, durante la cerimonia di insediamento del neoeletto Parlamento Ellenico, i deputati di Alba Dorata sono entrati in Parlamento a passo militare. Durante la conferenza stampa indetta per commentare il risultato elettorale, i militanti di Alba Dorata hanno ordinato ai giornalisti di alzarsi all'ingresso in sala di Nikólaos Michaloliákos in segno di rispetto. Chi si fosse rifiutato sarebbe dovuto uscire. L'episodio è stato criticato duramente dalla stampa internazionale, preoccupata per la situazione dell'informazione in Grecia.
Anche alle successive elezioni parlamentari del giugno 2012, tenutesi un mese dopo, Alba Dorata riduce di poco la propria rappresentanza parlamentare, scendendo a 18 deputati con il 6,92 per cento dei voti e 18 seggi. La maggior parte dei suoi sostenitori si trova lungo il confine con la Turchia, ad Atene, Salonicco e nelle località portuali che guardano verso l'Italia, tutte aree da cui transita la maggioranza dell'immigrazione irregolare. Nell'Attica il partito ha ottenuto il 10 per cento dei consensi.
A metà giugno, subito dopo le elezioni, il partito organizzò ad Atene una grande distribuzione di derrate alimentari a base di pasta e olio, solo per i cittadini greci muniti di carta d'identità, escludendo gli immigrati, pagata con parte degli stipendi dei neoeletti deputati e in parte con libere sottoscrizioni allo stesso partito. Anche le auto blu furono messe a disposizione della cittadinanza (rigorosamente greca) che ne avesse avuto bisogno.
L'organizzazione di tale evento era stata vietata, con un'ordinanza comunale che verrà ignorata da Alba Dorata, dal sindaco di Atene Giorgos Kaminis, ritenendo che Piazza Syntagma, di fronte al Parlamento Ellenico, non fosse adatta allo svolgersi di manifestazioni di questo tipo. Alba Dorata annuncia che il Portavoce nazionale del partito Ilias Kasidiaris sarà il candidato alle elezioni comunali per la carica di sindaco di Atene.

### L'arresto di Michaloliákos e la decapitazione dei vertici
Il 28 settembre 2013 il leader-fondatore e segretario nazionale del partito Nikólaos Michaloliákos, il portavoce nazionale Ilias Kasidiaris (candidato alle prossime elezioni comunali di Atene), il vicepresidente nazionale Chrístos Pappás, i deputati Ilias Panagiotaros, Yannis Lagos e Nikos Michos, il segretario della sezione di Alba dorata del quartiere ateniese di Nikeia Nikos Patelis nonché due commissari di polizia, tra cui l'ex commissario capo di polizia di Agios Panteleimonas, quartiere centrale di Atene abitato da numerosi immigrati, oltre a dodici dirigenti minori del partito e numerosi attivisti, per un totale di trentasei mandati spiccati dalla Procura di Atene, sono stati prima portati in caserma per essere semplicemente interrogati o perquisiti e successivamente arrestati, con l'accusa di essere membri di un'associazione criminale mandante dell'omicidio del rapper antifascista Pavlos Fyssas, ucciso da un attivista di Alba Dorata di Nikeia, Georgios Roupakias.
Secondo attendibili fonti, per le autorità greche erano fondate le prove di un possibile colpo di Stato ad opera di Alba Dorata, accusata di aver costituito gruppi armati paramilitari suffragato dall'esistenza di appositi campi di addestramento per prendere il potere con la forza disponendo inoltre di un vastissimo consenso tra i membri della polizia e dell'esercito nazionale (dopo gli arresti si sono improvvisamente dimessi i due ex numeri due della sicurezza nazionale, il coordinatore per la Grecia centrale e quello per l'area del sud). Dopo gli arresti Alba Dorata ha annunciato manifestazioni di protesta in favore del suo leader mentre i 18 deputati hanno annunciato le loro dimissioni di massa per costringere lo scioglimento forzato del Parlamento per recarsi a nuove elezioni, possibilità esclusa dal premier Antōnīs Samaras che ha inoltre decretato la sospensione dei finanziamenti pubblici al partito.

### Militanti di Alba Dorata assassinati

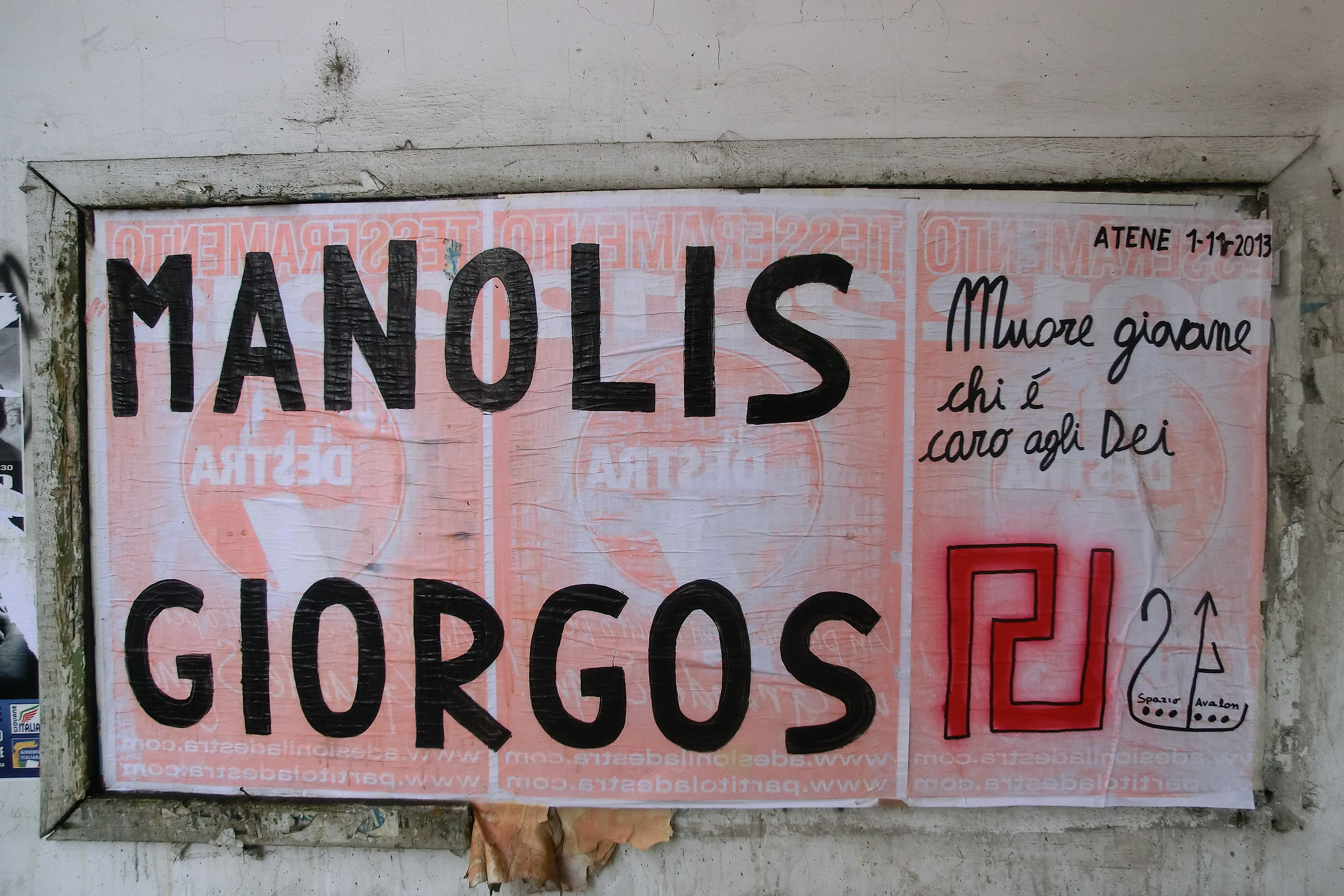
Manifesto affisso in Italia dopo la morte dei due militanti.

Il 1º novembre 2013 alcuni militanti di Alba Dorata che stavano uscendo da una sezione del quartiere di Neo Eraklio dopo una riunione furono investiti dai colpi di una mitraglietta ritenuta inizialmente di tipo Vz 61 Skorpion o Kalašnikov ma in seguito identificata come una Zastava. Rimasero uccisi i due giovani Manolis Kapellonis e Yorgos Fundulis mentre un terzo Alexandros Gerontas fu gravemente ferito. La polizia definì l'agguato come un'azione terroristica e non una resa dei conti e pochi giorni dopo indicò gli autori del duplice omicidio come autentici professionisti. Secondo le ricostruzioni effettuate i due attentatori giunti in moto hanno aperto il fuoco contro i militanti di Alba Dorata che usciti dalla sede si erano fermati a chiacchierare. Secondo alcune testimonianze sarebbe stata presente anche un'auto di sostegno, sparita subito dopo l'agguato, che sarebbe dovuta servire a dare appoggio in caso di difficoltà. Unanime fu la condanna del duplice omicidio da parte delle forze politiche greche e lo stesso portavoce di Alba Dorata Ilias Kasidiaris invitò i propri militanti a mantenere la calma. Lo scrittore greco Vasilīs Vasilikos ha ipotizzato il ritorno ad una strategia della tensione.
Il duplice omicidio fu rivendicato dall'organizzazione Squadre rivoluzionarie popolari combattenti che secondo la polizia raggrupperebbe alcune organizzazioni terroristiche preesistenti legate alla galassia dell'estrema sinistra comunista e anarchica.

### Il successo elettorale di Alba Dorata
Nonostante gli arresti Alba Dorata continua la sua ascesa confermandosi alle elezioni europee del 2014 come terzo partito del Paese con il 9,4% eleggendo 3 europarlamentari (rispetto alle Politiche del 2012 il partito passa dal 6,9% al 9,4% guadagnando oltre 100.000 voti nonostante gli arresti mentre rispetto alle precedenti del 2009 passa dallo 0,46% pari a 23.566 voti al 9,4% 536.409 di oggi) superando il PASOK (8%) seguito da Nuova Democrazia (22,7%) e SYRIZA (26,6%). Successo anche alle elezioni locali dove il partito si piazza quarto con l'8,1% dietro SYRIZA, ND e PASOK: ottimo risultato ad Atene dove il portavoce del partito e deputato Ilias Kasidiaris ottiene il 16,11% come sindaco (vinte poi dal sindaco uscente Giorgos Kaminis al 21,1% al primo turno), nell'Attica dove Ilias Panagiotaros raggiunge l'11,1% e nella Grecia Centrale dove Apostolos Gletsos raggiunge il 9% come Governatore.

### Il processo
Il 16 ottobre 2014, dopo quasi un anno in attesa di processo, il procuratore capo di Atene ha chiesto il rinvio a giudizio per 70 persone, tra cui i 18 deputati di Alba Dorata e il leader Nikólaos Michaloliákos, con l'accusa di «aver costituito, diretto e fatto parte di un'organizzazione criminale» nonché «per possesso illegale di armi a scopo di rifornire l'organizzazione criminale».

### Elezioni del 2015
Alle elezioni parlamentari del gennaio 2015 Alba Dorata, con candidato a Primo ministro Nikólaos Michaloliákos, ottiene il 6,28% dei voti e 17 seggi, divenendo la terza forza politica del paese.
Alle elezioni anticipate di settembre, a seguito delle dimissioni di Alexīs Tsipras da Primo Ministro, il partito ottiene il 7,09% dei voti pari a 18 seggi. Si tratta del suo miglior risultato percentuale dopo il 9,4% delle Europee 2014.

### Elezioni Europee e parlamentari 2019
Alle elezioni Europee del 2019 Alba Dorata raccoglie il 4,88% ottenendo così 2 seggi.
Alle elezioni nazionali tenutesi pochi mesi dopo quelle europee Alba Dorata non supera la soglia di sbarramento del 3%, ritrovandosi ai margini della vita politica greca.

## Caratterizzazione politica

### Ideologia politica

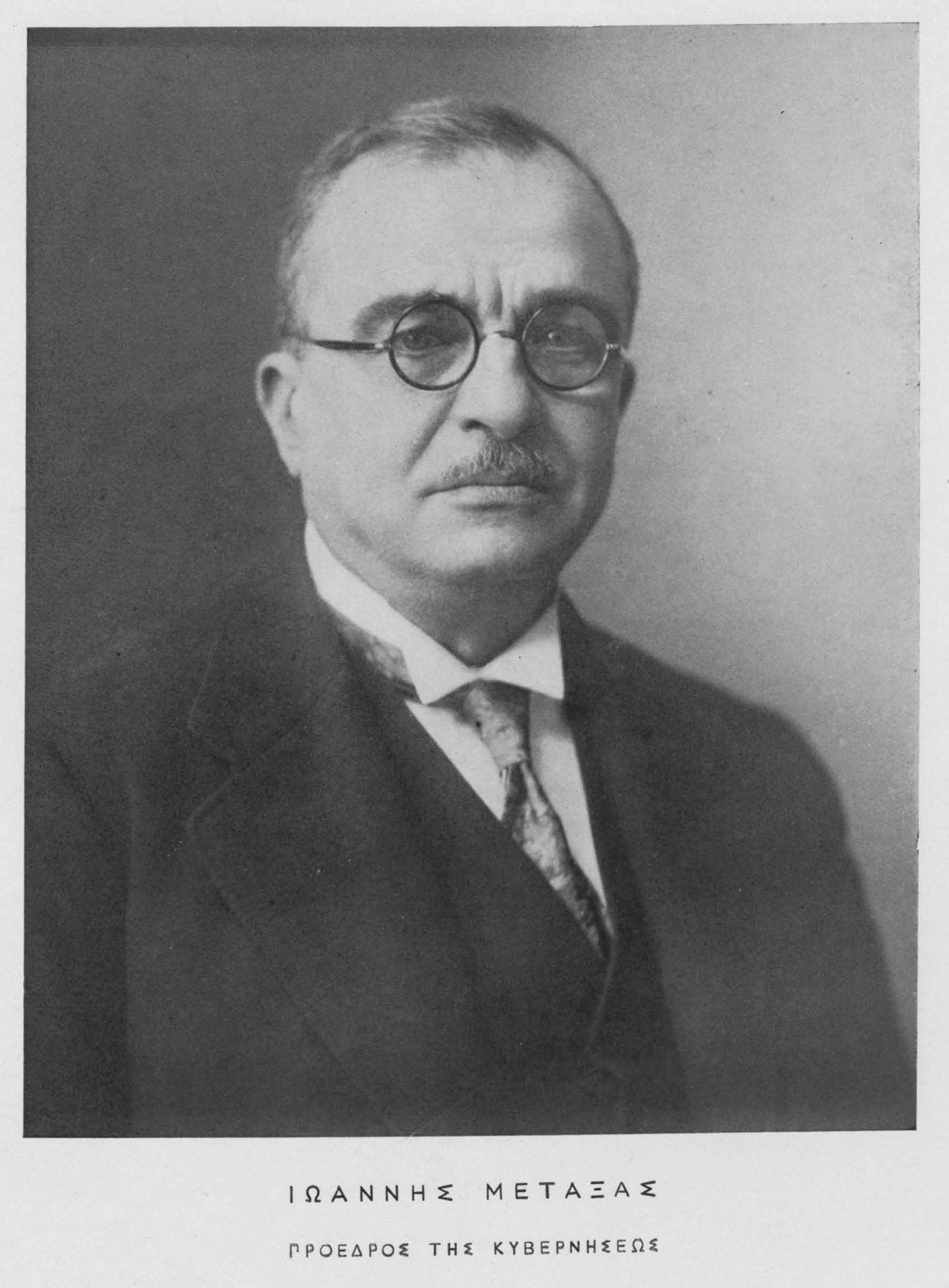
Ioannis Metaxas, primo ministro e dittatore della Grecia negli anni trenta.

Alba Dorata nel corso delle elezioni ha concentrato le proprie tematiche sul contrasto all'immigrazione clandestina, sostenendo anche il blocco delle frontiere; il partito si oppone al marxismo, alla globalizzazione e al multiculturalismo. Sin dai suoi primordi il partito abbraccia l'ellenismo neopagano, descrivendo il liberalismo ed il marxismo come «veicoli delle ideologie del giudeo-cristianesimo». In seguito a successivi cambiamenti ideologici Alba Dorata si è aperto anche a membri abbraccianti il cristianesimo greco-ortodosso. Molti degli esponenti del partito sono pagani, e la simbologia stessa del partito è pagana; per questo motivo nel 2013 il partito è stato esortato dal metropolita Serafino del Pireo a chiarire la sua posizione riguardo al neopaganesimo. Un portavoce del partito ha definito lo stesso prevalentemente "agnostico", e sé stesso come "più greco che cristiano".
Alba Dorata sostiene di ispirarsi al metaxismo, l'ideologia politica autoritaria e nazionalista propugnata da Ioannis Metaxas, il primo ministro che modellò il proprio governo sulla base del regime fascista italiano di Mussolini; inoltre del regime metaxista è apprezzato il rifiuto dell'ultimatum italiano nella seconda guerra mondiale noto come Okhi, cioè "No" in greco che determinò l'inizio della guerra tra Italia e Grecia e le misure di carattere sociale introdotte durante il governo di Metaxas. Allo stesso tempo Alba Dorata dimostra ammirazione anche per Hitler e Mussolini.
Alba Dorata rivendica inoltre la difesa anche dei battaglioni di sicurezza o battaglioni Euzoni, i gruppi paramilitari collaborazionisti, attivi in Grecia durante la seconda guerra mondiale in supporto alle forze di occupazione tedesche-italiane-bulgare, creati dal governo di Iōannīs Rallīs e dall'esercito tedesco per mantenere l'ordine pubblico, soprattutto nelle campagne, contro le forze dell'Ellinikós Laïkós Apeleftherotikós Stratós (ELAS) organizzate dal Partito Comunista di Grecia (braccio armato del movimento Ethniko Apeleftherotiko Metopo).
Rivendicando le vittime del massacro di Meligalas, in Messenia. in cui dai settecento ai mille membri dei battaglioni di sicurezza greci e sostenitori del governo collaborazionista di Iōannīs Rallīs furono massacrati dai partigiani dell'ELAS nel settembre 1944.
Alba Dorata si colloca tra i partiti che rifiutano in gran parte le misure di austerità da altri considerate necessarie per far fronte ai problemi economici del paese in relazione alla sua permanenza in area euro. Il leader di Alba Dorata ha avuto rapporti con Geōrgios Papadopoulos, il capo del regime dei colonnelli..

### Simbolo, testi ispiratori, statuto e programma politico

Il meandro, antico simbolo greco, usato come emblema del partito

Emblema del partito è il meandro (o greca) colorato di nero, antico simbolo greco che viene apposto su uno sfondo rosso nella bandiera ufficiale del movimento politico; nella sede del partito, inoltre, è presente una bandiera che rappresenta un'aquila con una croce celtica. Il partito è stato accusato di voler imitare le insegne del III Reich a causa della somiglianza tra la svastica nazista e il logo di Alba Dorata, in particolare per la scelta dei colori e per la posizione del meandro.
Il partito nega che il simbolo di Alba Dorata sia un'imitazione della svastica nazista e afferma che le sue insegne rappresentano semplicemente un antico simbolo greco. Nelle biblioteche delle sedi di Alba Dorata sono inclusi libri come il Mein Kampf di Hitler e altri testi che sostengono l'esistenza di una razza ariana superiore.
Nello statuto del partito si legge che solo "chi è Ariano di sangue e Greco di discendenza" può entrare in Alba Dorata.. Per questi motivi il partito è stato accusato di antisemitismo. Nel corso di un'intervista al giornalista Stavros Theodorakis, il segretario generale del partito, circa la propria posizione sull'omosessualità ha affermato che «gli omosessuali sono una parte malata e anormale della società greca». Il leader di Alba Dorata, Nikólaos Michaloliákos, poi aggiunse: «Io non mi sentirei per niente orgoglioso se fossi omosessuale».
Altri concetti presenti nello statuto di Alba Dorata sono:
- il nazionalismo, visto come «unica e vera rivoluzione»;
- l'avversione verso la «partitocrazia tradizionale»;
- la ferma condanna della plutocrazia delle banche e della finanza internazionale;
- un forte statalismo.

Le posizioni politiche del partito, così come vengono riportate sul sito ufficiale, sono:
- la completa risoluzione del cosiddetto «memorandum»;
- l'istituzione di una commissione d'inchiesta sugli sprechi di denaro pubblico;
- l'eliminazione dei finanziamenti pubblici ai partiti;
- la rimozione dei privilegi dei parlamentari (con conseguente limitazione del loro stipendio);
- la nazionalizzazione immediata di tutte le banche greche che abbiano ricevuto aiuti dal governo greco;
- la mobilitazione dell'esercito greco alle frontiere per eliminare il fenomeno dell'immigrazione clandestina;
- l'arresto immediato e l'espulsione di tutti gli immigrati clandestini;
- l'introduzione della pena di morte per lo spaccio di droga;
- l'abolizione dei liberi sindacati e creazione di un unico sindacato nazionale;
- l'applicazione dei diritti legati alla cittadinanza ai greci e ai loro diretti discendenti;
- l'uscita dall'Unione Europea e la lotta serrata ai poteri occulti internazionali che opprimono il popolo greco;
- la nazionalizzazione delle risorse naturali;
- una ripresa economica generale che permetta alla Grecia di uscire dal baratro della crisi, nazionale ed internazionale.

## Attività politica
Alba Dorata ha dichiarato di avere sedi locali in 32 città greche, anche a Cipro. Il partito ha creato il Epitropi Ethnikis Mnimis ("Comitato della memoria nazionale") per organizzare eventi e manifestazioni in occasione degli anniversari di alcuni eventi nazionali greci. Dal 1996 il comitato organizza una marcia annuale, solitamente il 31 gennaio ad Atene, in memoria di tre ufficiali greci uccisi a seguito di un incidente diplomatico tra Grecia e Turchia. Secondo il sito del Fronte Nazionale Europeo, nel marzo 2006, alla marcia parteciparono 2.500 persone.
Epitropi Ethnikis Mnimis ha organizzato anche raduni annuali il 17 giugno a Salonicco, in memoria di Alessandro Magno. In quest'occasione, nel 2006, la polizia ellenica costrinse membri del partito a lasciare la zona della manifestazione dopo violenti scontri con gruppi di sinistra. Più tardi quel giorno, i membri di Alba Dorata hanno fatto irruzione nel palazzo della televisione di stato e hanno tenuto una manifestazione di protesta cercando di interrompere le trasmissioni. La polizia ha circondato l'edificio e ha arrestato 48 membri del movimento.
Nel settembre 2005, Alba Dorata ha tentato di organizzare un festival chiamato "Eurofest 2005 - Campo estivo nazionalista", che prevedeva la partecipazione del partito italiano Forza Nuova, del Partito Nazionaldemocratico di Germania, del partito rumeno Nuova Destra e di gruppi spagnoli e americani di estrema destra. Il festival venne vietato dal governo. Nel giugno 2007 Alba Dorata inviò attivisti in Germania per protestare contro il G8 che si sarebbe tenuto nel paese. Le proteste videro anche la partecipazione del Partito Nazionaldemocratico di Germania e di altri gruppi europei di estrema destra.
Nel maggio 2009, Alba Dorata partecipò alle elezioni europee, ricevendo 23.564 voti corrispondenti allo 0,46 per cento del totale dei voti. In seguito al raggiungimento di una notevole stabilità politica all'interno del Parlamento greco dopo le elezioni politiche del 2012, Alba Dorata ha organizzato numerosi cortei e manifestazioni ad Atene e in altre grandi città del Paese. Il 2 febbraio 2013, circa 50 000 sostenitori di Chrysi Avgi hanno manifestato ad Atene per commemorare tre ufficiali dell'esercito uccisi per mano di soldati turchi nel 1996 mentre presidiavano con altri uomini il confine che separa la Grecia dalla Turchia.

### Fronte della Gioventù
Il Fronte della Gioventù di Alba Dorata ha distribuito volantini nazionalisti nelle scuole di Atene e ha organizzato numerosi concerti Rock Against Communism. Il Fronte pubblica inoltre la rivista Resistenza Hellas-Antepithesi, di stampo nazionalista: la rivista è una pubblicazione sorella del partito antisemita statunitense Alleanza Nazionale. La collaborazione tra Alba Dorata e Alleanza Nazionale cominciò nel 2001.

### Rapporti internazionali
Alba Dorata ha avuto rapporti con diverse organizzazioni di estrema destra in Europa: in Italia con Casapound, in Spagna con l'organizzazione neonazista "Hogar Social", in Ucraina col battaglione Azov.

### Opinioni internazionali su Alba Dorata in relazione alle violenze xenofobe
A luglio il Commissario per i diritti umani del Consiglio d'Europa, Nils Muižnieks, invitò il governo greco, con un'intervista al settimanale To Vima, alla cautela nei confronti di Alba Dorata che definì come «il più estremo e, nelle sue opionioni, il più apertamente nazista di qualsiasi altro partito in Europa.» invitando la Grecia ad esaminare attentamente la legalità di questo partito. Egli affermò inoltre che i recenti attacchi xenofobi ai danni di immigrati e rifugiati «sono legati ai discorsi razzisti di Alba Dorata. Il pericolo è che questi discorsi e gli attacchi vengano considerati come fenomeni normali e diano la sensazione ai loro autori di ricevere sostegno dalla società».
Le stesse preoccupazioni per l'aumentare di attacchi xenofobi, in relazione all'attività del partito, furono espresse dall'Alto commissariato delle Nazioni Unite per i rifugiati (che sottolineò i pochi sforzi compiuti dal governo greco per «contenere l'ondata xenofoba») e dall'Human Rights Watch «per l'inefficacia [delle autorità (NdR)] contro la violenza xenofoba e l'impunità che è stata di fatto garantita agli autori di episodi di intolleranza e violenza».
In seguito Laurens Jolles, rappresentante del sud-est Europa presso l'Alto commissariato delle Nazioni Unite per i rifugiati, dichiarò che l'escalation di aggressioni xenofobe è «un fenomeno dalle dimensioni inquietanti che sembra essere coordinato da gruppi e individui che dichiarano di agire in nome della sicurezza pubblica, mentre in realtà stanno minacciando le istituzioni democratiche». Secondo le associazioni di migranti i gruppi che compiono queste aggressioni xenofobe sono associati con gruppi di vigilantes e Alba Dorata; anche la polizia ellenica viene accusata di fomentare gli attacchi razzisti. Tempo dopo, su  presseurop.it (archiviato dall'url originale il 27 febbraio 2013), autorevole sito di rassegna stampa europea, venne pubblicato un articolo sui legami tra Alba Dorata e le aggressioni contro gli immigrati.
Il 4 settembre 2012 il giornale britannico Guardian pubblicò un articolo intitolato Alba Dorata non è un partito politico ma un'associazione criminale in cui incitò le autorità politiche greche a dichiarare illegale il partito facendo inoltre notare che nelle manifestazioni i militanti del partito, torce alla mano, sono soliti recitare "Sangue, onore, Alba Dorata", traduzione diretta del motto nazista "Blut und Ehre", lo slogan ufficiale delle SA.
Nell'aprile 2013 il Commissario per i diritti umani del Consiglio d'Europa, Nils Muižnieks è «rimasto sconvolto dalla propagazione del pensiero fascista e degli attacchi contro immigrati, omosessuali e tutti coloro che pensano in modo diverso» e ha affermato che «in Grecia la democrazia è in pericolo», suggerendo al governo greco di valutare l'interdizione di Alba dorata, poiché «la Costituzione greca prevede che un partito debba “essere a servizio del libero funzionamento di un sistema democratico”, e non è questo il caso di Alba Dorata».

## Avvenimenti controversi

### Irruzione nei seggi durante le elezioni del 2012
Durante le elezioni parlamentari del maggio 2012, alcuni esponenti del partito hanno fatto irruzione in sei seggi di Atene insultando e minacciando gli elettori e i rappresentanti di lista dei partiti di sinistra. Questo fatto è stato ricostruito grazie ai resoconti della polizia e alle testimonianze dei cittadini.

### Episodi di razzismo
Il 9 agosto 2012, al porto del Pireo, militanti del partito hanno assaltato, senza successo, un blindato della polizia ellenica (che ha riportato danneggiamenti al parabrezza) mentre trasportava un immigrato pakistano, reo confesso di tentato omicidio e stupro ai danni di una ragazzina greca di quindici anni in vacanza a Paros; dopo la violenza l'uomo tentò di uccidere la vittima sbattendole ripetutamente il capo su sassi e scagliandole una grossa pietra addosso.. Non ci sono stati arresti.
Il 7 settembre 2012 due deputati di Alba Dorata, Giorgos Germenis e Panayiotis Iliopoulos, insieme ad un gruppetto di attivisti del partito, dopo aver loro richiesto di visionare il permesso di soggiorno, hanno devastato delle bancarelle gestite da immigrati davanti ad una chiesa di Rafina, a nord-est di Atene, con le aste delle bandiere greche che si erano portati dietro, causando l'indifferenza di passanti e poliziotti.
I due deputati hanno affermato di essere intervenuti in quanto loro dovere eliminare il commercio illegale in assenza della polizia.
Il Ministro dell'Ordine Pubblico e della Protezione del Cittadino, Nikos Dendias, ha chiesto l'apertura di un'inchiesta contro i due deputati che rischiano un'incriminazione per danni e abuso di autorità, oltre alla revoca dell'immunità parlamentare; lo stesso giorno il procuratore della Corte Suprema di Cassazione Greca, Yiannis Tentes, ha invitato i procuratori di Rafina e Missolungi a svolgere indagini rapide sulle aggressione razziste in quelle zone, ai danni delle bancarelle di migranti, da parte dei membri del partito.

### Aggressioni da parte di membri del Parlamento
Il 7 giugno 2012, durante un dibattito televisivo sull'emittente ANT1, il portavoce di Alba Dorata e deputato Ilias Kasidiaris, dopo che Rena Dourou (SYRIZA) gli aveva provocatoriamente rinfacciato di essere imputato in un processo per favoreggiamento in aggressione e rapina a mano armata avvenuta nel 2007 ai danni di uno studente universitario, ha prima aggredito verbalmente la collega gettandole addosso un bicchiere d'acqua e poi ha schiaffeggiato l'esponente comunista Liana Kanellī che era intervenuta in difesa di Dourou.. Venne spiccato un mandato di arresto contro Kasidiaris, che si rese irreperibile per circa 48 ore.. L'episodio è stato condannato da tutte le forze politiche greche. Kasidiaris, a seguito dell'episodio, invece ha dichiarato di "non essere pentito", anzi, ha querelato successivamente le due deputate per diffamazione e anche il conduttore della trasmissione e la stazione televisiva.
Il processo per la rapina si concluse nel marzo 2013, dopo che era stato rinviato sette volte. Kasidiaris, il quale non era nemmeno presente alla rapina, fu assolto con formula piena dall'accusa di rapina. L'unica testimonianza che accusava Kasidiaris era di una professoressa dell'Università che secondo la difesa si era procurata il numero di targa per colpire un avversario politico tanto che lo stesso Pubblico Ministero, ritenuta insufficiente la testimonianza contro Kasidiaris, richiese al giudice l'assoluzione dell'imputato.

### Simpatie neonaziste
Alba Dorata è descritta come una formazione neonazista dai principali mezzi d'informazione internazionali, anche se il partito rifiuta questa etichetta dichiarandosi nazionalista. Ciononostante in passato Nikólaos Michaloliákos, attuale leader di Alba Dorata, sulla omonima rivista politica di cui era editore, utilizzò la simbologia nazista ed elogiò personalità politiche del Nazionalsocialismo e nel 1987 in un articolo dal titolo "Hitler per 1.000 anni" scrisse:
(Nikólaos Michaloliákos)
Il 13 maggio 2012 il leader di Alba Dorata Nikólaos Michaloliákos rilasciò un'intervista al quotidiano Eleftheros Typos in cui affermò:
E il 15 maggio 2012, in un'altra intervista alla tv privata Mega, Nikòlaos Michaloliàkos negò pubblicamente l'esistenza delle camere a gas nei campi di concentramento nazisti durante la seconda guerra mondiale. Egli affermò:
Il 18 maggio 2013, durante una seduta del Parlamento Ellenico in cui si stava discutendo un disegno di legge antirazzista, il parlamentare di Alba Dorata Panagiotis Iliadis venne richiamato numerose volte dal presidente di turno dell'aula, Iannis Dragasakis (SYRIZA), a causa dei toni aggressivi del suo discorso nei confronti del Ministro della Giustizia e del leader di SYRIZA. In seguito il deputato è stato espulso dall'aula dopo aver intimato al vicepresidente del parlamento di «stare seduto». Nell'uscire dall'aula il deputato ha scandito per tre volte lo slogan «Heil Hitler», scatenando l'indignazione generale dei deputati. Successivamente Dragasakis ha deciso di applicare, per la prima volta nella storia della Repubblica greca, l'articolo 80 del "Regolamento del Parlamento" per il «comportamento antiparlamentare», che prevede dure sanzioni per l'autore dello slogan. Il giorno seguente Alexīs Tsipras, leader di SYRIZA, ha accusato Nuova Democrazia di «non aver preso posizione contro i neonazisti di Alba Dorata».

### Alba Dorata e la polizia ellenica
Nel 1998, in un'intervista al quotidiano Eleftherotypia, Georgios Romaios (poi Ministro dell'Ordine Pubblico del PASOK) parlò dell'esistenza di «elementi fascisti nella polizia greca» e giurò di sopprimerli.
In un'intervista TV dello stesso anno, Romaios affermò nuovamente che vi erano gruppi neofascisti all'interno delle forze di polizia, aggiungendo che essi erano poco organizzati e coinvolti in pochi incidenti isolati.
Nello stesso anno, il quotidiano Eleftherotypia pubblicò un lungo editoriale in cui delineò le connessioni tra polizia ellenica e neofascismo. Dimitris Reppas, il portavoce del governo a guida PASOK, negò tali supposizioni; nonostante ciò l'articolo citava il discorso di un parlamentare socialista, Paraskevas Paraskevopoulos, a proposito di una sommossa causata da estremisti di destra, nel quale egli affermava:
Nel 2004, grazie ad un articolo del quotidiano Ta Nea, venivano delineati per la prima volta gli stretti rapporti che Alba Dorata aveva presumibilmente avuto con alcune parti della polizia ellenica. In relazione al caso Periandros, l'articolo citava la frase di un anonimo poliziotto: «Metà della polizia vuole Periandros arrestato, l'altra metà no». L'articolo sostenne che ci fosse un'indagine di polizia interna le cui conclusioni furono che:
1. Alba Dorata aveva ottime relazioni e contatti con gli ufficiali di polizia, anche fuori servizio, così come con poliziotti comuni;
2. La polizia fornì ai gruppi di manifestanti del partito manganelli, auricolari e radio durante le manifestazioni (ad esempio durante le proteste al Politecnico di Atene del 1973 contro la Giunta Militare) e i raduni anarchici e di sinistra con lo scopo di provocare disordini;
3. I collegamenti del partito con le forze di polizia, così come i collegamenti con Periandros, ritardarono notevolmente il suo arresto;
4. Il fratello di Periandros, anch'egli membro di Alba Dorata, faceva parte della scorta di sicurezza di un anonimo parlamentare di Nuova Democrazia;
5. La maggior parte dei membri di Alba Dorata detenevano illegalmente vari tipi di armi.

Il giornale, con l'articolo di cui sopra, pubblicò inoltre un'immagine di un paragrafo scritto a macchina come prova dell'indagine interna della polizia ellenica. Il Ministro dell'Ordine Pubblico (PASOK) Michalis Chrysochoidis ha negato che le connessioni tra polizia ed estrema destra abbiano ritardato l'arresto di Periandros. Egli affermò inoltre che i gruppi di sinistra, tra cui l'estrema sinistra anti-statale del gruppo 17 novembre responsabile di diversi omicidi, avevano analogamente eluso la polizia per decenni. In entrambi i casi Chrysochoidis ha attribuito i fallimenti delle operazioni alla «stupidità e incompetenza» delle forze dell'ordine.
Alba Dorata ha dichiarato che le voci riguardanti i presunti legami tra estrema destra e polizia ellenica sono false e che la polizia era intervenuta nelle manifestazioni del partito, arrestando membri di Alba Dorata più volte, anche quando Nuova Democrazia era al Governo (come, ad esempio, durante una manifestazione a Salonicco e durante un raduno, per l'anniversario del genocidio greco in Atene, entrambi nel 2006). Alba Dorata sostiene, inoltre, che il 2 gennaio 2005, quando gruppi antifascisti e di sinistra hanno invaso la sede del partito a Salonicco sotto la stretta sorveglianza delle forze dell'ordine, nonostante le unità anti-sommossa fossero vicine all'entrata dell'edificio, presso gli invasori, esse probabilmente non cercarono di fermare le loro azioni. In anni più recenti, i gruppi antifascisti e di sinistra hanno dichiarato che molti dei membri di Alba Dorata hanno strette relazioni con la Greek Central Intelligence Agency (KYP) e hanno accusato il leader del partito, Nikolaos Michaloliakos, di lavorare per la KYP dagli anni ottanta. La prova di questo fatto sarebbe un documento (presumibilmente falso), una busta paga, con i nomi di Michaloliakos e Konstantinos Plevris in quanto lavoratori nell'agenzia.
Alle elezioni parlamentari del maggio 2012 i risultati hanno dimostrato che nelle grandi regioni urbane della Grecia (come Atene e Salonicco) circa il 50% dei membri delle forze dell'ordine (comprese le forze anti-sommossa e quelle speciali) ha votato a favore di Alba Dorata. Nelle circoscrizioni elettorali di Atene dove votava la maggior parte dei poliziotti della città il partito raggiungeva punteggi dal 19 al 24%, mostrando un alto contrasto con i distretti elettorali limitrofi, dove i risultati si aggiravano intorno al 7-10%. Il 50% dei poliziotti greci ha rivotato per Alba Dorata anche alle elezioni parlamentari del giugno 2012. L'inchiesta sui flussi elettorali dei poliziotti ellenici è stata condotta dall'autorevole settimanale To Vima.

## Risultati elettorali
| Elezione                 | Voti    | %    | Seggi    |
| ------------------------ | ------- | ---- | -------- |
| Parlamentari 1996        | 4.487   |      | 0 / 300  |
| Europee 2009             | 23.566  |      | 0 / 22   |
| Parlamentari 2009        | 19.624  |      | 0 / 300  |
| Parlamentari 2012 (Mag.) | 440.894 | 6,97 | 21 / 300 |
| Parlamentari 2012 (Giu.) | 425.990 | 6,92 | 18 / 300 |
| Europee 2014             | 536.913 | 9,3  | 3 / 21   |
| Parlamentari 2015 (Gen.) | 388.387 | 6,28 | 17 / 300 |
| Parlamentari 2015 (Set.) | 379.581 | 6,99 | 18 / 300 |
| Europee 2019             | 275.822 | 4,88 | 2 / 21   |
| Parlamentari 2019        | 165.696 | 2,93 | 0 / 300  |